# Axel de Chapeaurouge
Charles Axel de Chapeaurouge (* 20. Juni 1861 in Hamburg; † 10. Dezember 1941 in Hamburg-Blankenese) war ein deutscher Arzt, Tierzuchtgelehrter und Hippologe.

## Leben
Axel de Chapeaurouge war ein Sohn des Kaufmanns und Hamburger Senators Charles Ami de Chapeaurouge (1830–1897). Nach der Abiturprüfung an der Lauenburgischen Gelehrtenschule zu Ratzeburg studierte er ab 1894 an den Universitäten Freiburg im Breisgau und Leipzig Medizin, legte hier 1890 die Staatsprüfung ab und promovierte im Jahre 1891 – immer noch in Leipzig – zum Doktor der Medizin und Chirurgie (Dr. med. et chir.). Anschließend war er Hilfsarzt, ab 1893 bis 1896 Arzt an den Krankenhäusern Eppendorf und St. Georg in Hamburg. Daneben wurde er innerhalb der Armee 1891 zum Assistenzarzt 2. Klasse, 1894 1. Klasse der Reserve befördert und war 1901 bis 1903 Assistenzarzt 1. Klasse der Landwehr 2. Aufgebots (Wehrpflichtige ab 33. Lebensjahr). Während seiner Krankenhaustätigkeit erhielt er für seinen vorbildlichen Einsatz bei der Bekämpfung der Choleraepidemie von 1892 als Auszeichnung die Große Gedenkmünze Den Helden in der Not.
Ab Januar 1897 befasste er sich als Privatgelehrter mit Fragen der Abstammung und Vererbung bei landwirtschaftlichen Nutztieren, insbesondere von Pferden und Rindern. Dabei hinterfragte er als Quereinsteiger kritisch die Entwicklung einzelner Rassen und zog aus den Abstammungen bedeutender Vererber neue Denkansätze zur gezielten Inzucht als Zuchtmethode. Damit hat er scheinbar gesicherte Anschauungen über die Entstehung berühmter Rassen umgestaltet und im Gegensatz zu jahrzehntelanger unbestrittener Überzeugung von der Schädlichkeit der Inzucht deren Bedeutung bei planmäßiger und sachgemäßer Anwendung dargetan (H. Bauer). Mit solchen Erkenntnissen erregte er teils großen Widerspruch damaliger Tierzuchtwissenschaftler und notierte: Gegner glauben uns zu widerlegen, wenn sie ihre Meinung widerholen und auf die uns'rige nicht achten.

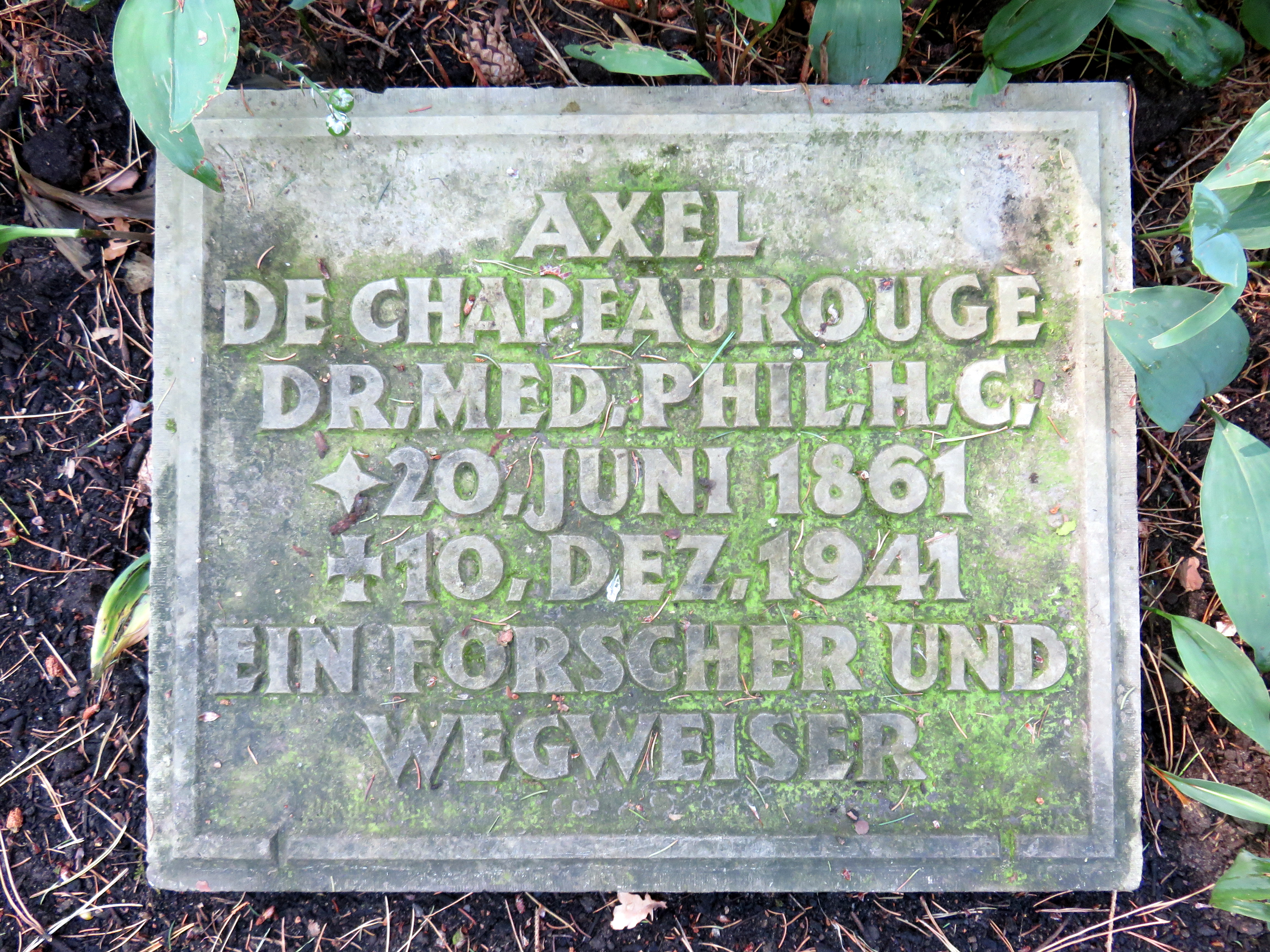
Kissenstein für Axel de Chapeaurouge, Familiengrab auf dem Friedhof Ohlsdorf

Durch seine Veröffentlichungen und Schlussfolgerungen wurden aber doch einige Hochschullehrer angeregt, die Blutlinienforschung fortzusetzen und Dissertationen zur Entwicklung von Pferderassen in einzelnen Regionen zu vergeben. Zugleich bereitete er die weiteren Inzuchtforschungen von Sewall Wright und R. A. Fisher in den USA mit vor. Für die bahnbrechenden Leistungen zeichnete die Deutsche Gesellschaft für Züchtungskunde (DGfZ) Axel de Chapeaurouge im Jahre 1932 mit der Hermann-von-Nathusius-Medaille in Gold aus und ernannte ihn zum Ehrenmitglied. Weitere Verdienste erwarb er sich durch Beratung zum Bau und Betrieb der Hamburger Trabrennbahnen sowie durch das Patent für eine Zeitmessvorrichtung bei Trabrennen aus dem Jahre 1899.
Axel de Chapeaurouge lebte nach dem Ende des Ersten Weltkrieges noch in sicheren wirtschaftlichen Verhältnissen. Durch die Inflation löste sich aber sein ererbtes Vermögen auf. Ein Mitglied der Familie arrangierte in den 1930er Jahren den Verkauf des wissenschaftlichen Werkes (u. a. mehr als 2.000 Briefe) an das Deutsche Reich. Im Gegenzug erhielt Axel de Chapeaurouge dafür bis zu seinem Tode eine Rente.
Axel de Chapeaurouge wurde auf der Familiengrabstätte Jacques Henri de Chapeaurouge auf dem Friedhof Ohlsdorf im Planquadrat Q 25 nördlich vom Wasserturm beigesetzt.

## Ehrenamt
- Mitglied der Kommission für die Pferdezucht der Landwirtschaftskammer Schleswig-Holstein
- Berater der Pferdezuchtabteilung des Preußischen Ministeriums für Landwirtschaft, Domänen und Forsten

## Werke (Auswahl)
- Einiges über Inzucht und ihre Leistung auf verschiedenen Zuchtgebieten. Rademacher, Hamburg 1909.
- Über Vererbung und Auswahl. [Vortrag, gehalten am 24. Februar 1910 auf der Hauptversammlung der DGfZ in Berlin]. Schaper, Hannover 1910, Flugschrift der DGfZ, H. 11
- Die Sage von der Galloway-Kuh und deren tatsächliche Stellung zur Shorthorn-Zucht. DGfZ, Berlin 1912, Flugschrift der DGfZ, Heft 20.
- Über den Wert der Zweijährigen-Rennen (Lehndorff versus Oettingen). Rademacher, Hamburg 1918.
- Bilder aus der Entwicklung der Zucht der Orlow-Traber. Schickhardt & Ebner, Stuttgart 1921 (mit 23 Pferdeportraits und 25 Stammtafeln), Reihe Unsere Pferde H. 52.
- Hengstlinien der 1921 in den ostpreußischen Staatsgestüten vorhandenen Hengste. Im Auftrage des Preußischen Ministeriums für Landwirtschaft, Domänen und Forsten. A. Reher, Berlin 1922.
- Hengstlinien der 1922 in der Provinz Hannover vorhandenen staatlichen Hengste: Im Auftrag des Preußischen Ministeriums für Landwirtschaft, Domänen und Forsten. A. Reher, Berlin 1922.
- Hengstlinien des deutschen Kaltblutpferdes belgischer Zuchtrichtung. (enthält die 1923 in den preußischen Provinzen Rheinland, Westfalen und Sachsen vorhandenen staatl. Hengste und privaten Stutbuch-Hengste). A. Reher, Berlin 1924, 2 Teile: Text und Tafeln.
- Abstammungsforschung. Urban & Schwarzenberg, Berlin/Wien 1926.
- Traber-Hengstregister und -Stutenlinien. Persiehl, Hamburg 1928.

## Auszeichnungen
- 1892 Große Gedenkmünze des Senats von Hamburg: Den Helden in der Not
- 1923 Ehrenpromotion zum Dr. phil. h. c. durch die Universität Breslau
- 1930 Goldene Medaille des Reichsverbandes für Zucht und Prüfung des Deutschen Warmbluts
- 1932 Hermann-v.-Nathusius-Medaille in Gold und Ehrenmitglied der Deutschen Gesellschaft für Züchtungskunde (DGfZ)[2]